# Baños de Ebro/Mañueta
Baños de Ebro (Basque: Mañueta) là một đô thị trong tỉnh Álava, thuộc Xứ Basque, phía bắc Tây Ban Nha.
Đô thị này được lập năm 1666, cách thủ phủ Vitoria 45 km. Diện tích là 9,46 km², dân số 357 người (INE 2007) với mật độ 37,74 người/km². Mã số bưu chính là 01307